# クロムクドリモドキ
クロムクドリモドキ（黒椋鳥擬、学名：Euphagus carolinus）は、スズメ目ムクドリモドキ科に分類される鳥類の一種。

## 分布
- 新北区及びその周辺に生息する。